# Tomaspis rufopicea
Tomaspis rufopicea är en insektsart som först beskrevs av Walker 1852.  Tomaspis rufopicea ingår i släktet Tomaspis och familjen spottstritar. Inga underarter finns listade i Catalogue of Life.